# Redfield (Dél-Dakota)
Redfield település az Amerikai Egyesült Államok Dél-Dakota államában, Spink megyében, melynek megyeszékhelye is. Lakosainak száma 2214 fő (2020. április 1.).

## Népesség
A település népességének változása:

| 2010 | 2 333 |
| 2020 | 2 214 |